# Ustilaginomycetes
Ustilaginomycetes son una clase de hongos (tizones o carbones), incluye unas 1400 especies divididas en 70 géneros. Usualmente parásitos de gramíneas (Poaceae).